# Teletínský lom
Teletínský lom je přírodní památka v okrese Benešov nedaleko Slapské přehrady. Tvoří ji zatopený lom, dříve využívaný k těžbě žuly. Má velmi strmé stěny, široký je dvanáct metrů, dlouhý dvacet metrů a jeho hloubka se odhaduje až na patnáct metrů. Chráněné území je součástí přírodního parku Střed Čech.

## Historie

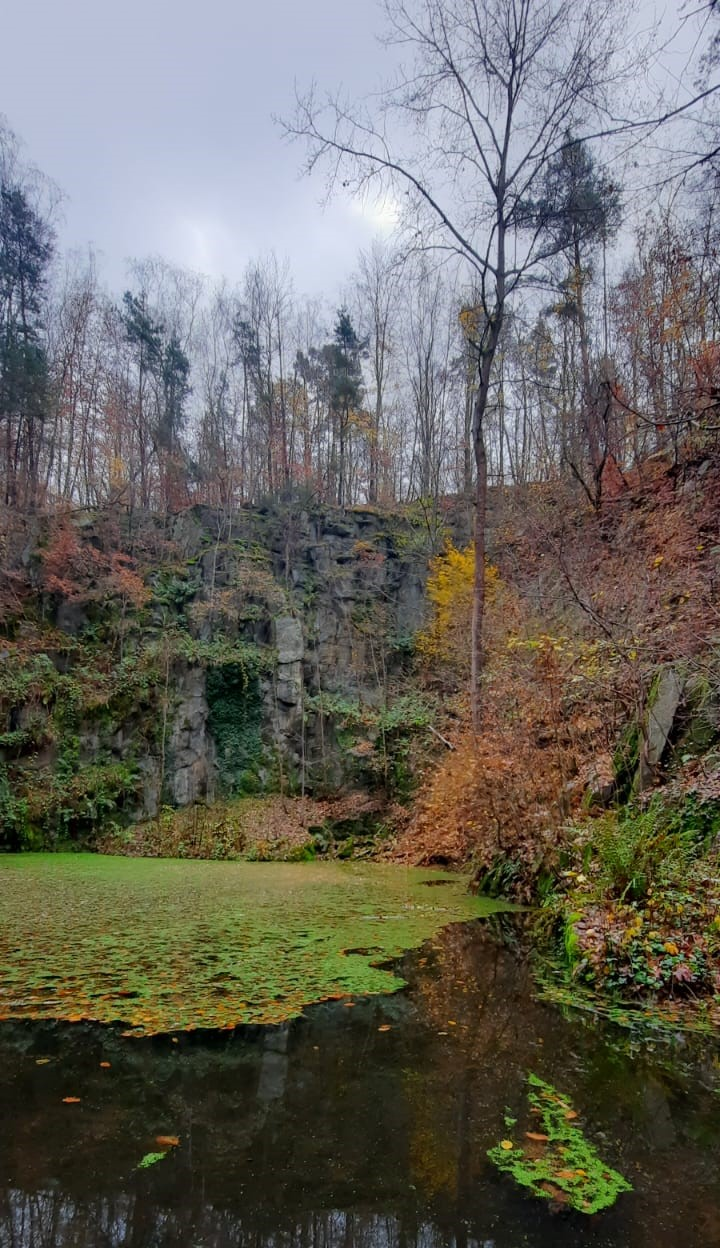
Teletínsky lom

Teletín je jednou z nejstarších vesnic na Benešovsku. V letech 1939 až 1942 v jeho blízkosti probíhala těžba kamene. Jámový lom se využíval od roku 1934 jako jeden z více zdrojů kvalitních žulových kostek pro výstavbu vodních staveb a mostů, od roku 1941 se materiál používal na stavbu štěchovického zdymadla vzdáleného asi pět kilometrů od lomu. Materiál se od lomu k místu stavby štěchovického zdymadla dopravoval lanovou dráhou.
V roce 1942 byla vesnice vystěhována, protože se stala součástí vojenského cvičiště Zbraní SS Benešov. Těžba se opět uvedla do chodu až v padesátých letech 20. století, kdy byl založen nedaleko prvního lomu druhý, který byl významně větší. Ten poskytoval materiál na betonáž a výstavbu Slapské přehrady.
Velký lom má potenciál opětovného využití a další explorace hornin, a proto pouze malý lom byl ke dni 8. února 1977 vyhlášen přírodní památkou. V roce 2004 se uvažovalo o znovuotevření většího lomu z důvodu možné výstavby dálnice D3. Tento plán se ale setkal s nevolí místních obyvatel, pro které by bylo znovuotevření lomu dle jejich slov likvidační.

## Přírodní poměry
Lom se nachází ve Středočeském kraji, v okrese Benešov, 500 metrů východně od obce Teletín, kam zajíždí příměstská doprava. Teletín stojí asi 800 metrů od východního břehu Vltavy. Lom je situován mezi Slapskou přehradou na jihu a Štěchovickou přehradou na severu, při jejíž stavbě byly použity vytěžené suroviny právě z tohoto lomu.
Nadmořská výška lomu je 450–460 metrů a rozloha přírodní památky je 0,2 hektaru. V okolí je stanoveno ochranné pásmo do vzdálenosti padesáti metrů od přírodní památky. 

### Geologie

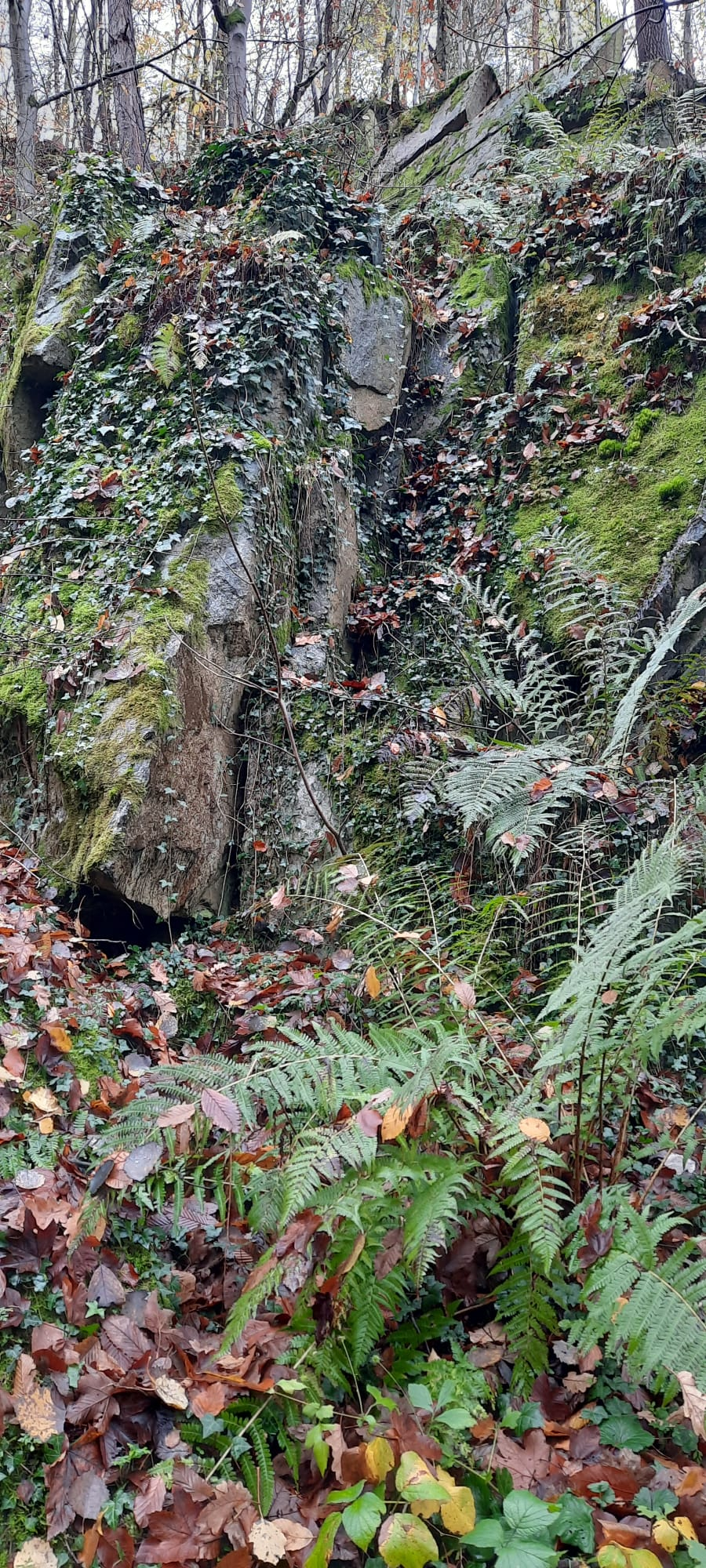
Vegetace stěn lomu

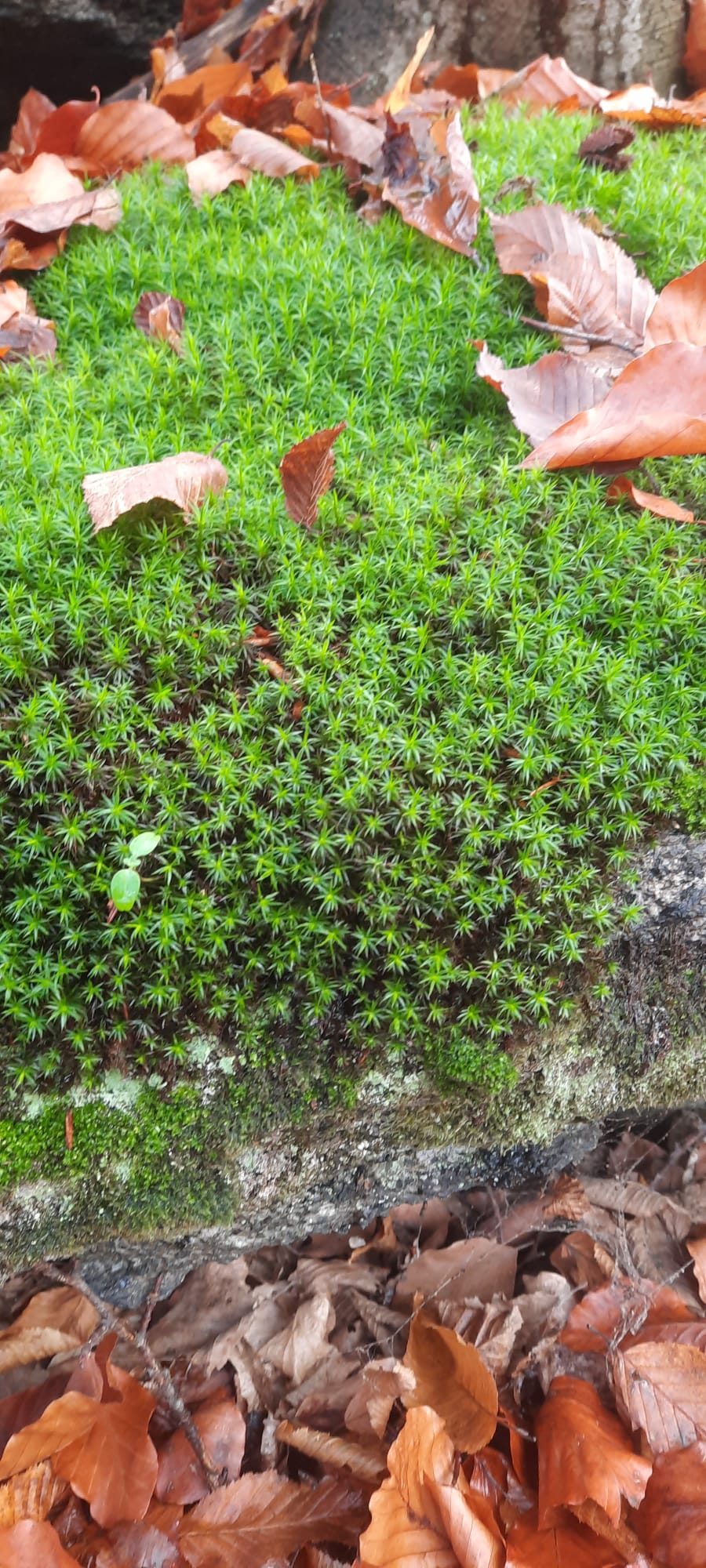
Ploník ztenčený

Hlavními horninovými typy jsou biotitická žula, amfiboliticko-biotitický granodiorit a biotiticko-amfibolitický křemenný diorit, který představuje nejstarší a nejtmavší horninu. Po jeho utuhnutí pronikla mladší hornina s fluidální texturou, která rozlámala diorit a nechala vzniknout barevným obrazcům, které byly odkryty těžbou. Všemi horninami pronikají žíly aplitu a pegmatitu do dvaceti centimetrů. Stáří hornin se odhaduje mezi 354 až 380 miliony let, jedná se tudíž o horniny přelomu devonu a karbonu. Jedná se o území, kde se střetávají dva geologicky odlišné celky.  Prvním je východně až jihovýchodně táhnoucí se středočeský pluton sázavské skupiny. Horniny tohoto útvaru jsou především granodiorit, tonalit a křemenný diorit. Západně se nachází jílovské pásmo, jejíž horniny jsou granit s vrstvami metabazaltu, bazaltické metaandezity až bazaltické metatrachyandezity.
Lom je mineralogickou lokalitou. Na puklinách v hornině vykrystalizovaly minerály jako pyrit, chalkopyrit, pyrrhotin, dolomit, siderit, kalcit, apatit nebo fluorit.

### Flora
Přírodní památka se nachází v mladém převážne dubohabřinovém lese. Vodní plocha je zarostlá z velké části okřehkem menším (Lemna minor L.). Bezprostřední okolí vodní plochy je tvořeno skalními  stěnami porostlými širokým spektrem machorostů, jako například měřík příbuzný (Plagiomnium affine), či ploník ztenčený (Polytrichum formosum Hedw.). Vlhké prostředí uzavřené před větrem poskytuje prostor pro prosperitu kapradin jako osladič obecný (Polypodium vulgare), ale také například kapraď samec (Dryopteris filix-mas). Ovšem na pohled je dominujícím druhem břečťan popínavý (Hedera Helix), který obsadil naprostou většinu jak dřevin, tak skal v blízkém okolí.

### Fauna
Díky tomu, že je lom zatopen, se stal refugiem pro různé obojživelníky, jako je například skokan hnědý (Rana temporaria). Dále se zde vyskytuje ropucha obecná (Bufo bufo), v dřívějších dobách se v této přírodní památce hojně vyskytoval čolek obecný (Lissotriton vulgaris), pro které bylo toto klidné místo ideálním prostředím. Čolek se z této přírodní památky bohužel pomalu vytrácí. V blízkém okolí se dále vyskytují z plazů zmije obecná (Vipera berus), a užovka hladká (Coronella austriaca). Zástupci bezobratlých jsou okáč bělopásný (Hipparchia alcyone), roháč obecný (Lucanus cervus). Před lety na tomto území hnízdil ohrožený druh výr velký (Bubo bubo).

## Ochrana přírody a plán péče
Předmětem ochrany je samotný lom a jeho blízké okolí v podobě mladého bukového lesa. Samotná rozloha přírodní památky, čímž je myšlena vodní plocha a strmé stěny lomu, tvoří 0,09 ha, celkové ochranné pásmo obklopuje lom v padesátimetrové vzdálenosti od přírodní památky a má rozlohu 0,2 ha. Důvodem ochrany na tomto místě je zejména výskyt zóny magmatických brekcií na styku geologických jednotek středočeského plutonu a jílovského pásma. Na území Teletínského lomu se nenachází žádné významně chráněné druhy rostlin a živočichů. Ekosystémy v okolí mohou být ponechány samostatnému vývoji, jelikož bylo území po celou dobu existence ovlivňováno lidmi. Cílem dlouhodobé péče je památku nadále nepoškozovat, nevyužívat lom k rekreačním účelům, nezahajovat stavby, znovu neobnovovat lomovou činnost a jasněji vyznačit hranice přírodní památky. Dále by předmět péče měl spočívat v redukci vegetace uvnitř lomu, očištění čelní strany lomu od vegetace a náletových stromů, probírka náletových dřevin v okolí přírodní památky, odstraňování okřehků a dřeva spadlého do lomu za účelem denitrifikace vody a vytvoření vhodných podmínek s cílem obnovení biotopu pro rozmnožování obojživelníků.

## Přístup
Lom leží v oblasti Vltavských kaskád. Po břehu Vltavy vede naučná stezka Svatojánské proudy a v oblasti se nachází turisticky známá lokalita vyhlídka Máj, či Smetanova vyhlídka. Nedaleko obce jsou i malé Teletínské vodopády.